# Радикально-демократическая партия (Испания)
Радикально-демократическая партия (исп. Partido Demócrata-Radical), также была известна как Радикальная партия (исп. Partido Radical) — испанская радикально-либеральная партия, боровшаяся за власть во время правления Амадео I (1870—1873) и Первой республики (1873—1874), главный оппонент Конституционной партии. Создание партии было начато в 1869 году, а официально оформлено весной 1870 года, но после убийства её основателя генерала Хуана Прима в новой партии произошёл раскол. Наиболее активной партия была в период «Демократического шестилетия». Фактически партия была распущена между 1875 и 1876 годами.

## История
26 октября 1869 года генерал Хуан Прим, один из героев «Славной революции», собрал депутатов от прогрессистов и «кимвров» (демократы-монархисты), чтобы сформировать новую партию, Радикальную, которая должна была стать одной из двух ведущих сил новой «народной монархии». Организацией новой партии занимался влиятельный политик-прогрессист Мануэль Руис Соррилья, близкий соратник генерала Прима, которого депутаты уполномочили назначить Руководящий совет фракции, созданный одновременно с Руководящим советом партии. В его состав вошли четыре прогрессиста — Паскуаль Мадос, Хосе Абаскаль-и-Карредано, Диего Гарсиа Мартинес и Лопес Ботас — и два «кимвра» — Кристино Мартос и Габриэль Родригес Бенедикто.
Вскоре стало очевидно, что внутри новой партии формируются два течения. Первое, возглавляемое генералом Примом и Пракседесом Матео Сагастой, выступало против сотрудничества с демократам и ориентировалось на сохранение союза с либералами генерала Серрано как с партнёрами по Временному правительству 1868—1871 годов для достижения стабильности новой «народной монархии». Второе, более левое и находившееся в явном меньшинстве, состояло из левых прогрессистов, таких как Франсиско Сальмерон, Николас Мария Риверо и Кристино Мартос, выступало за сотрудничество с федеральными республиканцами для продолжения уже проведённых реформ и расширения базы народной поддержки новой монархии. В 1870 году левых радикалов возглавил Мануэль Руис Соррилья.
После убийства в декабре 1870 года генерала Прима, совпавшего с прибытием в Испанию нового короля Амадея I, раскол между правыми радикалами Сагасты и левыми радикалами Руиса Соррильи, усугубился. В результате Сагаста, пытаясь воссоединить прогрессистов, решил сформировать «третью партию» между либералами и радикалами, которая привлекла бы «лучшее с обеих сторон». Однако в связи с выборами, назначенными на апрель 1872 года, Сагаста и либералы сформировали комитет для выдвижения совместных кандидатур, что в Либеральном союзе восприняли как первый шаг на пути к формированию единой партии. Затем вмешался король Амадей I, приказав Сагасте сформировать Консервативную партию вместе с либералами, которая будет чередоваться у власти с Радикальной партией, когда избиратели примут такое решение, тем самым закрыв дверь для проекта «третьей партии». У Сагасты не было другого выбора, кроме как последовать указаниям короля, и таким образом 21 февраля 1872 года родилась Конституционная партия, лидером которой стал либерал Франсиско Серрано, а Сагаста был номером два.
В июне 1872 года радикалы сформировал правительство под председательством Руиса Соррильи, которое провело ряд реформ, как правило, безуспешных или частично успешных. После провозглашения республики в феврале 1873 года Руис Соррилья сопровождал Амадея I в изгнании, а партия сменила название на Демократическо-республиканскую, но в выборах не участвовала. После переворота генерала Павии в январе 1874 года партия, в то время возглавляемая Кристино Мартосом, сотрудничала с правительством во время республиканской диктатуры Франсиско Серрано.
После восстания генерала Мартинеса Кампоса в декабре, которое привело к свержению Республики и установления режима Реставрации партия начала быстро распадаться, а её члены стали вступать в различные лево-монархические и республиканские партии. Руис Соррилья вместе с Николасом Сальмероном основал в 1876 году Республиканскую реформистскую партию, впрочем их разногласия привели к тому, что в 1880 году Руис Соррилья сформировал свою собственную Прогрессистско-республиканскую партию. Кристино Мартос со своими сторонниками вначале объединился с Унитарной республиканской партией Эухенио Гарсиа Руиса, потом присоединился к лево-монархическому блоку Сагасты, затем вступил в Прогрессистско-республиканскую партию, но недовольный повстанческой тактикой Руиса Соррильи вскоре примкнул к Либеральной партии Сагасты.